# Cathal Lombard
Cathal Lombard (* 12. Februar 1976) ist ein ehemaliger irischer Langstreckenläufer.
Bei den Crosslauf-Weltmeisterschaften 2001 in Oostende belegte er auf der Langstrecke den 102. Platz.
2003 wurde er Irischer Meister über 5000 m und kam bei den Leichtathletik-Weltmeisterschaften in Paris/Saint-Denis über 10.000 m auf den 17. Platz.
2004 wurde er Dritter beim Great Manchester Run. Kurz vor den Olympischen Spielen in Athen wurde er am 11. Juli in einem Trainingslager positiv auf Erythropoetin getestet und wegen dieses Verstoßes gegen die Dopingbestimmungen für zwei Jahre gesperrt.

## Persönliche Bestzeiten
- 5000 m: 13:19,22 min, 2. August 2003,	Heusden-Zolder
- 10.000 m: 27:33,53 min, 30. April 2004, Palo Alto
- 10-km-Straßenlauf: 28:07 min, 23. Mai 2004, Manchester